# Rundfunk der DDR (Regionalprogramme)
Der Rundfunk in der Sowjetischen Besatzungszone und in der DDR, aber auch noch nach der deutschen Wiedervereinigung in den fünf Neuen Ländern und in Ost-Berlin bestand als Rechtspersönlichkeit von Mai 1945 bis Dezember 1991. Dieser Rundfunk unterhielt trotz seiner zentralistischen Struktur ein enges Netz von regionalen Funkhäusern und Studios außerhalb Ost-Berlins. Diese Funkhäuser und Studios realisierten Produktionen von regionalen sowie zentralen Programmen und Sendungen.

## Rundfunk in der Sowjetischen Besatzungszone/DDR von 1945 bis 1952
Nach dem Zweiten Weltkrieg und dem Zusammenbruch des nationalsozialistischen Rundfunks begannen deutsche Antifaschisten unter Führung von KPD-Funktionären auf Befehl der sowjetischen Besatzungsmacht ein Rundfunksystem für die Sowjetische Besatzungszone (SBZ) aufzubauen.

### Rundfunkstruktur in der SBZ/DDR von 1945 bis 1952
Das Rundfunksystem in der SBZ/DDR hatte von 1945 bis 1952 folgende Struktur:
Berliner Rundfunk (als Leitstation für alle Sender in der Sowjetischen Besatzungszone sowie als Leitsender für Berlin, Brandenburg und Mecklenburg-Vorpommern; Sendestart: 13. Mai 1945 – ab 22. Mai 1945 als Berliner Rundfunk)
- Landessender Schwerin (für Mecklenburg-Vorpommern; Sendestart: 24. Dezember 1945)

- Studio Rostock
- Landessender Potsdam (für Brandenburg; Sendestart: 22. Juni 1946)

- Studio Cottbus (für die Region Cottbus; Sendestart: um 1948/49)

Mitteldeutscher Rundfunk (für Sachsen, Thüringen und Sachsen-Anhalt; Sitz: Leipzig; Sendestart: 15. September 1945, ab November 1945 als Mitteldeutscher Rundfunk firmierend und bis zur Inbetriebnahme eines als Funkhaus hergerichteten Gebäudes am 4. Juni 1946 aus dem Berliner Funkhaus sendend)
- Landessender Dresden (für Sachsen; Sendestart: 7. Dezember 1945)

- Studio Chemnitz
- Landessender Weimar (für Thüringen; Sendestart: 1. Januar 1946 nach Versuchssendungen ab November 1945)

- Studio Erfurt
- Landessender Halle (für Sachsen-Anhalt, Sendestart: 24. Dezember 1946)

- Studio Magdeburg
Deutschlandsender (für ganz Deutschland; Sitz: Berlin; Sendestart: 1. Mai 1949)
Der Berliner Rundfunk und der Mitteldeutsche Rundfunk arbeiteten in ihrem jeweiligen Sendegebiet als eine Senderkette, wobei die Landessender regionale Fensterprogramme erstellten – eingebettet in die Programmstruktur des jeweils zuständigen Leitsenders (Berliner Rundfunk oder Mitteldeutscher Rundfunk). Im Zuge des weiteren Aufbaus von Rundfunkstrukturen installierten die Rundfunkverantwortlichen mit den entsprechenden Stellen in den Ländern nach und nach die o. a. Regionalstudios, jeweils mit Zulieferfunktion für die Funkhäuser in Berlin bzw. Leipzig oder die Landessender. Das Studio Cottbus verbreitete ab ca. 1948/49 als einziges Studio eigene Regionalsendungen über Drahtfunk, ebenfalls eingebettet im Programm des Berliner Rundfunks.
Der Deutschlandsender war der Intendanz des Berliner Rundfunks unterstellt, hatte aber eine eigene Chefredaktion. Ohnehin hatte der Berliner Rundfunk bis 1952 die Funktion einer Leitstation für alle Funkhäuser und Studios in der SBZ/DDR.

### Produktionsprofil und -volumen der Landessender
Das tägliche Programmvolumen eines Landessenders betrug in der Regel etwa drei bis vier Regionalfenster, über den Tag verteilt von insgesamt etwa drei bis vier Stunden. Zum Produktionsprofil gehörten Wirtschafts-, Kultur- und Sportsendungen, Musik und Unterhaltung, Sendungen für Umsiedler- und Heimkehrer sowie Mundartsendungen. Einen breiten Raum nahmen die Produktionen von klassischer oder volkstümlicher Musik und von Hörspielen ein.
Neben den regionalen Sendungen in deutscher Sprache sendete der Landessender Dresden des Mitteldeutschen Rundfunks ab Sonntag, dem 14. Dezember 1948 14-täglich eine 15-, später 20-minutige Sendung in obersorbischer Sprache. Im Jahre 1950 folgte der Landessender Potsdam des Berliner Rundfunks mit Sendungen in niedersorbischer Sprache aus dem Studio Cottbus.

### Intendanz
Oberste Instanz war die Generalintendanz für den demokratischen Rundfunk, zuständig für alle Rundfunkstationen und deren jeweilige Senderkette mit den dazugehörigen Landessendern sowie den Regionalstudios. Somit hatte der Rundfunk in der Sowjetischen Besatzungszone und in der frühen DDR trotz dem erheblichen Produktionsumfang der Funkhäuser und Studios in den Ländern und dem Einfluss der KPD/SED in den Länderverwaltungen bis 1952 keine föderale Struktur, sondern war – ebenso wie nach 1952 – ein zentrales Rundfunksystem mit einem Generalintendanten in Berlin. Keine dieser als öffentlich-rechtliche Einrichtungen firmierten Funkhäuser oder Studios und keine der beiden Senderketten war eine eigene Rechtspersönlichkeit.

### Pausenzeichen der Landessender
- Schwerin: G. A. Uthmann, Erwache Volk, erwache (aus: Empor zum Licht)
- Potsdam: J. S. Bach, 1. Brandenburgisches Konzert, erster Takt
- Dresden: C. M. von Weber, Durch die Wälder, durch die Auen (aus: Der Freischütz)
- Weimar: H. Werner, Sah ein Knab' ein Röslein stehn
- Halle: F. E. Fesca, An der Saale hellem Strande[18]

## Rundfunk in der DDR von 1952 bis 1964
Mit der Auflösung der Länder und der Errichtung von fünfzehn Bezirken – einschließlich Ost-Berlins – als Verwaltungseinheiten im Jahre 1952 ging eine Umstrukturierung des Rundfunks in der DDR einher.

### Bildung des Staatlichen Rundfunkkomitees 1952
Das neu gebildete Staatliche Rundfunkkomitee (SRK), zu dem auch der besondere Intendanzbereich Fernsehzentrum Berlin gehörte, unterstand offiziell dem DDR-Ministerrat, wurde aber in erster Linie vom SED-Zentralkomitee angeleitet und kontrolliert. Dieses Staatliche Rundfunkkomitee (SRK) konzentrierte ab 1952 den größten Teil des Produktionspotentials in Berlin, produzierte und sendete dort ab 1. September 1952 drei zentrale Programme (Berlin I, II und III), vorwiegend aus dem neuen Funkhaus in der Nalepastraße in Berlin-Oberschöneweide, aber auch noch aus dem Funkhaus in Berlin-Grünau. Lediglich im Funkhaus Leipzig verblieb ein Teil des zentralen Redaktions-, Produktions- und Verwaltungspotentials.
Die Funkhäuser und Studios in den bisherigen Ländern waren nun Bezirksstudios, nur noch mit einer Zuliefererfunktion für die in Berlin oder zum Teil in Leipzig produzierten zentralen Programme. In Bezirksstädten, in denen es noch keine Radiostudios gab, baute das Rundfunkkomitee solche auf, wie zum Beispiel in Suhl, Gera, Frankfurt (Oder) und Neubrandenburg.
Das Funkhaus Weimar diente von 1952 bis 1955 als Rundfunkschule. Den Produktions- und Sendebetrieb bewerkstelligte in dieser Zeit das Studio Erfurt.
Mit der Neustrukturierung des DDR-Rundfunks nahm im Sommer 1952 eine sorbische Redaktion im Funkhaus Berlin ihre Arbeit auf. Der Redakteur koordinierte von Berlin aus die zweiwöchentlichen sorbischen 20 Minuten, die in der Lausitz aufgezeichnet, im Studio Dresden endproduziert, nach Berlin überspielt und von dort abgestrahlt wurden.

### Die 1950er Jahre – eine Zeit des Experimentierens
Die neuen zentralen Programme fanden nicht den erhofften Anklang beim Zuhörer. Gründe dafür waren zu wenig Unterhaltung und Musik, fehlende Abstimmung zwischen den Programmen, aber auch eingeschränkte Empfangsmöglichkeiten durch Frequenzumverteilungen, was zu massiver, offen in der DDR-Presse artikulierter Kritik führte. Dies und sicherlich auch die Ereignisse um den 17. Juni 1953 zwangen den DDR-Rundfunk im Sommer 1953, die Radioprogramme neu zu strukturieren. Infolgedessen firmierte das Programm Berlin II wieder als Deutschlandsender. Die beiden verbliebenen Programme boten dem Zuhörer deutlich mehr Musik und Unterhaltung, und deren Bezirksstudios erstellten wieder regionale Fenster.
Das bedeutet, dass sich jeweils drei Studios eine halbe regionale Stunde Sendezeit auf Frequenzen von Berlin I, II (Deutschlandsender) und III teilten und auf dieser im Wechsel sendeten. Dabei fungierte ein Studio als Leitstudio. Die angeschlossenen Studios überspielten ihre Sendungen zum Leitstudio, das die Sendungen abstrahlte.
- Schwerin = Rostock – Neubrandenburg
- Potsdam = Cottbus – Frankfurt
- Dresden = Karl-Marx-Stadt (Chemnitz) – Görlitz (sorbisch)
- Erfurt = Gera – Suhl
- Leipzig = Halle – Magdeburg

Die folgenden Jahre waren eine Zeit des Experimentierens, sowohl für die zentralen und noch mehr für die regionalen Programme – in Bezug auf die Frequenzen, die Sendezeiten und den jeweiligen Sendeverbund der Regionalprogramme. So kehrte 1955/56 der DDR-Rundfunk zum System der nebeneinander existierenden Radiosender mit eigenem Namen und Intendanten zurück (Berliner Rundfunk, Radio DDR und Deutschlandsender). Die größeren Bezirksstudios waren wieder Funkhäuser, denen wiederum kleinere Studios angegliedert waren und die einen Sendeverbund bildeten. Funkhäuser und Studios unterstanden ab Anfang 1956 Radio DDR und waren in dessen Programmstruktur integriert. Potsdam und Frankfurt waren von 1958 bis 1970 dem Berliner Rundfunk zugeordnet.
Zum Produktionsprofil der Funkhäuser und Studios zählten regionalbezogene Sendungen zu Wirtschaft, Kultur, Bildung, Landwirtschaft und Sport, Klassik und Volksmusik, Service und Unterhaltung. Das Produktions- und Sendevolumen stieg in den 1950er Jahren stetig.
Ab März 1953 produzierte die sorbische Redaktion im Studio Görlitz und strahlte von dort ihre Sendungen aus über das Leitstudio Dresden. Das Programm hatte zu der Zeit einen Umfang von 70 Minuten wöchentlich. Ende 1954 betrug das wöchentliche Produktionsvolumen drei Sendungen mit insgesamt 90 Erstsendeminuten.
Zum Januar 1957 zog die sorbische Redaktion von Görlitz nach Cottbus und nahm im dortigen Funkhaus als sorbische Redaktion des Senders Cottbus von Radio DDR ihre Arbeit auf.
Durch häufiges Wechseln der Sendeplätze und Frequenzverschiebungen konnte jedoch keine Kontinuität im Sendebetrieb und eine zufriedenstellende Rezeption der sorbischsprachigen Sendungen erreicht werden.
Neben der Übertragungstechnik gehörte ab 1956 auch die Studiotechnik zur Deutschen Post, ohne dass ein wirklicher Nutzen zu erkennen gewesen wäre – im Gegenteil, denn der Verwaltungsaufwand stieg erheblich.
Als Ergebnis der Experimentier-Jahre wies Ende der 1950er Jahre der DDR-Rundfunk folgende Struktur aus:
Berliner Rundfunk
- Berliner Rundfunk (Unterhaltung und Politik aus und für Ostberlin sowie für die übrige DDR)
- Berliner Welle (Unterhaltung und Politik für Westberlin)

- Regionalsendungen und -beiträge aus dem Funkhaus Potsdam und dem Studio Frankfurt (Oder) in beiden Programmen

Radio DDR
- Radio DDR I (Information und Unterhaltung)
- Radio DDR II (Kultur, Bildung und Weltanschauung)

- Regionalprogramme aus den Bezirksfunkhäusern und -studios (von 1958 bis 1970 außer Potsdam und Frankfurt)

Deutschlandsender (Programm für ganz Deutschland)
Radio Berlin International (Sendungen für das Ausland in verschiedenen Sprachen)
Damit war in der DDR eine Radiostruktur geschaffen worden, die im Wesentlichen bis zum Ende der DDR Bestand haben sollte.
Das Fernsehzentrum Berlin hatte nach einjährigen Testsendungen am 21. Dezember 1952 seine Versuchssendungen aufgenommen und erklärte diese Periode mit Wirkung vom 3. Januar 1956 für beendet und sendete unter dem Namen Deutscher Fernsehfunk.

### Regionalprogramme Ende der 1950er und Anfang der 1960er Jahre
Da Radio DDR II sein UKW-Netz erst ab 19:00 Uhr und später ab 18:00 Uhr für eigene Sendungen nutzte, strahlte Radio DDR I im Laufe des Tages sein Programm über dieses Sendenetz ab. Die Funkhäuser und Studios in den Bezirken – zum Teil in einem Sendeverbund zusammengeschlossen – integrierten ihre regionalen Fenster in die Programmstruktur von Radio DDR I. Sie sendeten zu verschiedenen Zeiten in unterschiedlicher Dauer über den Tag verteilt auf Frequenzen von Radio DDR II – bis zum vollständigen Ausbau des UKW-Netzes auch auf Radio-DDR-I-Frequenzen. So sendete am Programmtag, Montag, dem 28. Dezember 1959, das Funkhaus Leipzig drei regionale Fenster mit einer Gesamtsendezeit von 4 Stunden und 55 Minuten, das Studio Suhl dagegen nur ein Fenster von 5 Minuten innerhalb des Weimarer Regionalprogramms. Karl-Marx-Stadt, Gera und Halle sendeten an diesem Tag gar nicht.
Der Sender Potsdam – mit dem Studio Frankfurt/Oder von 1958 bis 1970 dem Berliner Rundfunk zugeordnet – sendete am Programmtag Montag, dem 28. Dezember 1959, eine Sendung von 1 Stunde und 10 Minuten im zentralen Vormittagsprogramm des Berliner Rundfunks und 2 Stunden ein regionales Fenster für den Bezirk Potsdam im Nachmittagsprogramm der Berliner Welle. Frankfurt (Oder) sendete gar nicht.
Zum Angebot der Funkhäuser und Studio hinzu kamen regelmäßige bzw. sporadische Sendungen im zentralen Vormittags- bzw. Abendprogramm. Außerdem gestalteten die Bezirksfunkhäuser von 1959 bis 1961 im turnusmäßigen Wechsel das zentrale Radio-DDR-Nachtprogramm von 1:00 Uhr bis 3:45 Uhr.
Das Studio Rostock war ab Februar 1959 ein selbstständiges Funkhaus, das damit nicht mehr dem Funkhaus Schwerin unterstand, und im Mai desselben Jahres seinen Sendebetrieb aufnahm. Schwerin und Neubrandenburg bildeten nun alleine einen Sendeverbund.
Ungünstig für die Erreichbarkeit der Hörer und deren Konsum der Regionalprogramme waren die häufigen Frequenzwechsel. Streckenweise strahlte ein Sendeverbund seine Regionalfenster im Wechsel über zwei unterschiedliche Frequenzen ab. Hinzu kam, dass der Empfang der über UKW ausgestrahlten Programme für viele Hörer nicht möglich war, da der DDR-Handel Radiogeräte mit UKW-Empfangsteil noch nicht in ausreichender Menge anbot bzw. diese Empfangsgeräte verhältnismäßig teuer waren.
Ab Januar 1963 sendeten alle Radio DDR unterstehende Funkhäuser und Studios ihr tägliches Regionalprogramm einheitlich auf Radio-DDR-II-Frequenzen: montags bis sonnabends von 18:00 bis 18:55 Uhr und sonntags von 7:10 Uhr bis 11:00 Uhr – außer Rostock und Cottbus alle in einem Sendeverbund.
Im März 1963 nahm der DDR-Rundfunk in Bautzen ein Radiostudio mit Überspielmöglichkeiten zum Funkhaus Cottbus in Betrieb. Das Studio diente in erster Linie der Produktion von Sendungen in Obersorbisch.
In der technischen Ausstattung hinkten die Bezirksfunkhäuser dem Berliner Funkhaus deutlich hinterher – die Bezirksstudios noch mehr. Eine Ausnahme bildete das Funkhaus Leipzig, später auch das Funkhaus Rostock.
Die DDR-Propagandasender Deutscher Freiheitssender 904 und der Deutsche Soldatensender 935 gehörten offiziell nicht zum DDR-Rundfunk.

## Regionalprogramme von 1964 bis 1983
Die 1960er und 1970er Jahre waren Jahre, in denen der DDR-Rundfunk eine Kontinuität im regionalen Sendebetrieb erreichte, die einherging mit einer sukzessiven Erhöhung der Regionalangebote.

### Einheitliche Regionalangebote ab 1964
Nach zwölf Jahren des Experimentierens kam es im Juni 1964 wiederum zu einer Neustrukturierung der Regionalprogramme, die im Hinblick auf Frequenzen, Sendezeiten und Sendeverbunde letztendlich zu einer Kontinuität führen sollte. Die Hörerforschung hatte ergeben, dass die Einschaltquoten in den Früh- und Morgenstunden am höchsten waren. Durchschnittlich hörten die meisten DDR-Bewohner morgens etwa 40 Minuten Radio. Das veranlasste die DDR-Rundfunkverantwortlichen, sechs Regionalprogramme in der Zeit von 6:05 Uhr bis 10:00 Uhr auf Frequenzen von Radio DDR II auszustrahlen – bis auf Rostock und Cottbus alle in einem Sendeverbund, bei dem ein oder mehrere Studios einem Funkhaus zugeordnet waren, wobei das Studio Neubrandenburg das erste Studio war, das innerhalb eines Sendeverbund ein eigenes Regionalfenster von 6:05 Uhr bis 7:57 Uhr sendete.
Radio DDR strahlte folgende Regionalprogramme aus:
- Rostock
- Schwerin

Neubrandenburg
- Cottbus (mit Studio Bautzen)
- Dresden – Karl-Marx-Stadt
- Weimar (mit Büro Erfurt) – Gera – Suhl
- Leipzig – Halle – Magdeburg

In seinem Regionalprogramm strahlte der Sender Cottbus sorbischsprachige Sendungen aus – werktags in der Zeit von 9:30 Uhr bis 10:00 Uhr. Hinzu kamen regelmäßig zweistündige Sendungen sonntagmittags außerhalb des regulären Regionalprogramms auf lokalen Frequenzen.
Der Sender Potsdam und das Studio Frankfurt (Oder) gehörten bis 1970 zum Berliner Rundfunk und sendeten auf dessen Frequenzen – Potsdam werktags von 6:05 Uhr bis 8:30 Uhr oder 9:00 Uhr und von 12:00 Uhr bis 12:30 Uhr, Frankfurt von 12:30 Uhr bis 13:00 Uhr – später zu anderen Zeiten, allerdings als einzige Bezirksstation nicht in den Früh- und Morgenstunden.
Mit der Angliederung des Funkhauses Potsdam und des Studios Frankfurt (Oder) an die Intendanz von Radio DDR im Jahre 1970 bildeten beide Stationen jedoch keinen Sendeverbund, da der Sender Potsdam auf Mittelwellen-Frequenzen sendete und in die Programmstruktur von Radio DDR I eingebunden war, wohingegen das Studio Frankfurt seine Sendungen über Ultrakurzwellen abstrahlte – eingebettet in die Programmstruktur von Radio DDR II.

### Erhöhung der Regionalangebote
In den 1960er Jahren begann der DDR-Rundfunk mit einer schrittweisen Erhöhung der Regionalangebote. Viele Studios sendeten innerhalb des jeweiligen Sendeverbunds ein einstündiges Regionalfenster. Die Sendezeit dieser Regionalfenster sollte sich bis 1978 auf jeweils drei Stunden erhöhen.
Der Sendebeginn der Regionalprogramme erfolgte ab Ende der 1960er Jahre nach und nach eine Stunde früher um 5:05 Uhr.

### Produktionsprofil der Funkhäuser und Studios
Die Regionalprogramme der Funkhäuser und Studios bestanden über all die Jahre jeweils aus einem zwei-, später dreistündigen Morgenmagazin. Im Anschluss folgten in der Regel eine Gruß- und Wunsch- sowie eine Musiksendung bzw. ein Servicemagazin, Reportagen oder Sendungen zur Heimatgeschichte u. Ä. Die letztgenannten Sendungen zwischen 8:00 Uhr und 10:00 Uhr sendeten die Funkhäuser und Studios in der Regel in einem Sendeverbund.
Hinzu kamen in vielen Funkhäusern und Studios Musik- und Hörspielproduktionen sowie Buchlesungen.
Zentralnachrichten kamen von der Hauptabteilung Nachrichten im Berliner Funkhaus, Regionalnachrichten aus den Funkhäusern bzw. den Studios.
Für die die zentralen Programme realisierten die Funkhäuser und Studios regelmäßige Zulieferungen in Form von Überspielungen oder Liveschaltungen.
Die Sender Leipzig, Dresden, Weimar und Schwerin gestaltete ab den 1960er Jahren regelmäßig alternierend an Dienstagen im Abendprogramm von Radio DDR II einen fünfstündigen Abend mit viel klassischer Musik und Berichten aus dem kulturellen und intellektuellen Leben des jeweiligen Bezirks.
Weitere regelmäßig zentral ausgestrahlte Sendungen der Funkhäuser und Studios waren Zur Abendstunde mit Volksmusik im Vorabend- und Heute vom Sender/Studio ... im Nachtprogramm von Radio DDR I.
Der Sender Rostock strahlte 14-täglich in der Nacht vom Sonnabend auf den Sonntag von 0:05 Uhr bis 2:00 Uhr eine Seeleute-Gruß- und Wunschsendung aus, die zusätzlich zeitversetzt über Kurz- und Langwellenfrequenzen von Radio Berlin International bzw. des Deutschlandsenders (ab 1971 als Stimme der DDR firmierend) zur Ausstrahlung kam, womit diese Sendung in vielen Teilen der Welt empfangen werden konnte.
Das Funkhaus Leipzig sendete sonnabends von 11:20 Uhr bis 11:55 Uhr die Pädagogische Sprechstunde, deren Sendezeit schrittweise erweitert und ab Dezember 1987 vierzehntäglich in der Zeit von 10:07 Uhr bis 11:55 Uhr ausgestrahlt wurde.
Ein weiterer Aufgabenbereich war bereits seit Ende der 1940er Jahre die praktische Ausbildung, Anleitung und Unterstützung der Betriebsfunkredakteure in den Betriebsfunkstudios der größeren Betriebe der SBZ/DDR.

### Sonderprogramme
Der Sender Rostock strahlte ab 1967 in den Sommermonaten (1. Mai bis jeweils zum letzten Sonntag im September) die »Radio DDR«-Ferienwelle aus – ein unterhaltsames Serviceprogramm für Urlauber und Bewohner an der Ostseeküste.
Sendezeiten der »Radio DDR«-Ferienwelle waren in der Regel montags bis freitags 5:05 Uhr – 20:00 Uhr, sonnabends 6:05 Uhr – 14:00 Uhr und sonntags 6:05 Uhr – 16:30 Uhr.
Die Ferienwelle sollte sich zu einem der beliebtesten Radioprogramme des DDR-Rundfunks entwickeln.
Ähnlich verhielt es sich mit der »Radio DDR«-Messewelle des Senders Leipzig. Diese sendete ab März 1971 ein Serviceprogramm für Messegäste – allerdings nur zweimal jährlich zur Messezeit für etwa eine Woche in der Zeit von 7:00 bis 19:00 Uhr.

### Rezeption der Regionalprogramme
Als ungünstig für die Rezeption der Regionalprogramme erwies sich, dass sich auf den zugeteilten Frequenzen zwei Radioprogramme eine Frequenz teilen mussten, die im Hinblick auf den Programmauftrag und dessen Gestaltung nichts miteinander gemein hatten. Die Regionalprogramme waren familiär, heimatverbunden und unterhaltsam, Radio DDR II dagegen ein Kultur- und Bildungskanal mit viel klassischer und ernster Musik sowie einem hohen Anteil an Wortbeiträgen, so dass es nach dem Zuschalten zum Zentralprogramm um 10:00 Uhr immer zu einem Stilbruch kam, oder der Zuhörer wechselte auf eine andere Welle und am nächsten Tag wieder zurück.
Das ausschließliche Senden auf UKW und der geringe Ausstattungsgrad der DDR-Haushalte mit UKW-Radioempfangsgeräten in den 1960er und zum Teil noch in den 1970er Jahren wirkten sich ebenfalls negativ auf die Rezeption der Regionalprogramme aus.

### Regionalprogramme Ende der 1970er und Anfang der 1980er Jahre
Bis Ende des Jahres 1978 war bei Radio DDR eine Struktur von 11 Regionalangeboten geschaffen worden, bei denen vier Studios Fensterprogramme in einem Verbund mit einem Funkhaus sendeten, davon zwei Studios ein gemeinsames Fenster im Wechsel gestalteten. Die Funkhäuser sendeten wochentäglich fünf, die Studios drei Stunden, der Sender Rostock von Mai bis September 15 Stunden, was einer durchschnittlichen wochentäglichen Sendezeit von 51 Stunden entsprach. An Wochenenden bestritten in der Regel die Funkhäuser des Sendeverbunds die Ausstrahlung des Regionalprogramms in der Zeit von 6:05 Uhr bis 10:00 Uhr:
- Rostock
- Schwerin

Neubrandenburg
- Potsdam

- Frankfurt („Oderwelle“)

- Cottbus (mit Studio Bautzen)
- Dresden

Karl-Marx-Stadt
- Weimar (mit Büro Erfurt) – Gera – Suhl
- Leipzig

Halle/Magdeburg („Elbe-Saale-Welle“)

## Regionalfunk in den 1980er Jahren
Die bis 1978 herausgebildete Regionalstruktur bei Radio DDR hatte bis Anfang der 1980er Jahre bestand. Danach begann der DDR-Rundfunk, die Regionalprogramme langfristig auszubauen.

### Erhöhung der Regionalangebote
Die Erweiterungspläne für die Regionalprogramme führten dazu, dass einige Funkhäuser und Studios ab 1984 ihr Regionalprogramm bereits ab 4:05 Uhr sendeten und einige Studios ebenfalls sonnabends ein Programm ausstrahlten.
Nach und nach begannen die Funkhäuser, ihre Programme um drei Stunden bis auf 13:00 Uhr auszuweiten – die Studios um zwei Stunden auf 10:00 Uhr. Leipzig blieb zwar bei der Sendezeit bis 10:00 Uhr, sendete aber bei einem um eine Stunde vorverlegten Frühprogramm ein zweistündiges Vorabendmagazin in der Zeit von 17:00 Uhr bis 19:00 Uhr.
Bereits 1983 hatte Potsdam damit begonnen, sein Regionalprogramm über Ultrakurzwelle abzustrahlen – ebenso wie Cottbus mit Bautzen die zweistündigen Sonntagmittag-Sendungen in obersorbischer Sprache, die bis dato alle vier Wochen über Mittelwelle gesendet worden waren. Zudem erhöhte sich die Sendezeit des Bautzener Sonntagsmagazins auf zweieinhalb Stunde und die Ausstrahlung erfolgte nun wöchentlich.
Zum Teil erfolgte die Ausstrahlung der erweiterten Regionalprogramme auch über Frequenzen des sich in der Entwicklung befindlichen Jugendradios DT 64, das sein tägliches Programm erst um 13:00 Uhr begann, wodurch der Stilbruch bei der Zuschaltung auf das Zentralprogramm auf dieser Frequenz weniger scharf war als beim Zuschalten auf eine Frequenz von Radio DDR II, dem Kultur- und Bildungsprogramm.

### Regionalprogramme ab Dezember 1987
Zum Dezember 1987 war der geplanten Ausbau der Regionalprogramme im Großen und Ganzen abgeschlossen. Damit unterstanden die Funkhäuser und Studios nicht mehr Radio DDR, sondern hatten eine Art eigene Intendanz in Berlin. Die Funkhäuser sendeten auf den Frequenzen von Radio DDR II, dessen Sendebeginn auf 13:00 Uhr verlegt worden war, und zum Teil auf Frequenzen des zum Vollprogramm entwickelten Jugendradios DT 64 von 4:05/5:05 Uhr bis 13:00 Uhr, die Studios – sie nannten sich jetzt Sender – von 4:05/5:05 Uhr bis 10:00 Uhr. Leipzig und später auch Rostock in seinem Winterprogramm sendeten zusätzlich ein Regionalfenster von 17:00 Uhr bis 19:00 Uhr. Alle ehemaligen Studios standen in einem Sendeverbund mit einem größeren Funkhaus, wodurch nun auch Potsdam und Frankfurt (Oder) einen Sendeverbund bildeten. Die nun als Sender firmierenden Studios sendeten auch sonnabends und sonntags.
Die wochentägliche Sendezeit aller 11 Regionalprogramme betrug 87 Stunden.
Bis 1989/90 sollten sich die Regionalprogramme nochmals dahingehend entwickeln, dass Halle und Magdeburg ab Januar 1989 separat sendeten und das im Haus der Sorben befindliche Studio Bautzen ab Oktober 1989 von Montag bis Freitag ein anderthalbstündiges – später bis auf drei Stunden erweitertes – Morgenmagazin in Sorbisch ausstrahlte.
- Rostock
- Schwerin

Neubrandenburg
- Potsdam

Frankfurt (Oder)
- Cottbus

Bautzen (sorbisch)
- Dresden

Karl-Marx-Stadt
- Weimar (mit Büro Erfurt) – Gera – Suhl
- Leipzig

Halle
Magdeburg
Damit erhöhte sich die wochentägliche Sendezeit der nun 13 Regionalprogramme auf 95 Stunden. Sonnabends sendete der DDR-Rundfunk 12 Regionalprogramme mit einer Sendezeit von rund 68 Stunden und sonntags rund 64 Stunden aus 11 Bezirksfunkhäusern und -studios.
- Sendezeiten:

Rostock = Oktober bis April – Wt.: 5:05 – 13:00 und 17:00 – 19:00 Uhr, sa./so.: 6:05 – 13:00 Uhr; Mai bis September – Wt.: 5:05 – 20:00 Uhr, sa.: 6:05 – 14:00 Uhr, so.: 6:05 – 16:30 Uhr (Mai – September)
Schwerin =  Wt.: 5:05 – 13:00 Uhr, sa./so: 6:05 – 13:00 Uhr
Neubrandenburg =  Wt.: 5:05 – 10:00 Uhr, sa.: 6:05 – 9:30 Uhr
Potsdam =  Wt.: 4:05 – 13:00 Uhr, sa./so.: 6:05 – 13:00 Uhr
Frankfurt (Oder) =  Wt.: 5:05 – 10:00 Uhr, sa./so.: 6:05 – 10:00 Uhr
Cottbus =  Wt.: 4:05 – 13:00 Uhr, sa./so.: 6:05 – 13:00 Uhr
Bautzen (sorbisch) =  Wt.: 5:05 – 8:00 Uhr
Dresden =  Wt.: 5:05 – 13:00 Uhr, sa./so: 6:05 – 13:00 Uhr
Karl-Marx-Stadt =  Wt.: 5:05 – 10:00 Uhr, sa./so.: 6:05 – 10:00 Uhr
Weimar (mit Büro Erfurt) – Gera – Suhl =  Wt.: 4:05 – 13:00 Uhr, sa./so.: 6:05 – 13:00 Uhr
Leipzig =  Wt.: 4:05 – 13:00 und 17:00 – 19:00 Uhr, sa./so.: 6:05 – 13:00 Uhr
Halle =  Wt.: 4:05 – 10:00 Uhr, sa.: 6:05 – 10:00 Uhr, so.: 6:05 – 9:00 Uhr
Magdeburg =  Wt: 4:05 – 9:00 Uhr, sa./so.: 6:05 – 9:00 Uhr

### Resonanz der neuen Regionalangebote
Die neuen Regionalprogramme zeigten eine positive Wirkung auf das Hörerverhalten. Die Regionalstationen konnten mit ihren neuen Angeboten neue Hörer gewinnen. Die zentralen Programme hatten in Bezug auf die Einschaltquoten das Nachsehen, was sicherlich u. a. am inzwischen gestiegenen Ausstattungsgrad an UKW-Radioempfängern lag und am teilweise Senden auf Frequenzen von Jugendradio DT 64.

## Zeit des politischen Umbruchs und nach der Wiedervereinigung
Die Zeit des Wende und friedlichen Revolution war in allen DDR-Bezirken von dem Bestreben gekennzeichnet, das gesamte redaktionelle und technische Produktionspotential von Radio und Fernsehen neu zu organisieren, um auf Landesebene eigenständige Rundfunksysteme aufzubauen, unabhängig von der Zentrale in Berlin.
Allein von der Demographie her war dies ökonomisch überhaupt nicht realisierbar. Für das zukünftige bevölkerungsschwache Land Mecklenburg-Vorpommern waren beispielsweise unrealistische vier Programme geplant.

### Das Entstehen von Landesprogrammen
In Hinblick auf die zu erwartende Neugründung des Landes Brandenburg stellten im März 1990 Potsdam, Frankfurt und Cottbus ihre Regionalprogramme ein und gestalteten im Sendeverbund eine gemeinsame Servicewelle als Vollprogramm unter dem Namen Antenne Brandenburg.
Die anderen Funkhäuser und Studios folgten diesem Beispiel, so dass im Sommer 1990 folgende Regionalstruktur bestand:
- Antenne Brandenburg (Potsdam – Frankfurt – Cottbus mit zeitweiligen Regionalangeboten)
- Radio Mecklenburg-Vorpommern (Rostock – Schwerin – Neubrandenburg)

RMV 1 (mit zeitweiligen Regionalangeboten aus Rostock, Schwerin und Neubrandenburg)
RMV-Ferienwelle
- Sachsen Radio (Dresden – Leipzig – Chemnitz – Bautzen mit zeitweiligen Regionalangeboten)
- Radio Sachsen-Anhalt (Halle – Magdeburg)
- Thüringer Rundfunk (Weimar – Erfurt – Gera – Suhl)

Die Ausstrahlung dieser Programme erfolgte auf Frequenzen und zu Lasten der zentralen Programme. So entschied die neue General-Intendanz, Radio DDR II als Kultur- und Bildungsprogramm aufzugeben, um Frequenzen für eine dezentrale Programmgestaltung freizumachen. Als Kultur- und Bildungssender fungierte fortan der Deutschlandsender (ehemals Stimme der DDR).
Lediglich die Nachtschienen der neuen Landesprogramme produzierte und sendete das Funkhaus in Berlin.
Mit diesen Angeboten sendeten die Funkhäuser und Studios außerhalb Berlins wochentäglich insgesamt sechs regionale bzw. bedingt überregionale Hörfunkprogramme – später mit Sachsen 2 und 3 acht Programme.
Zum Teil war der Sendebetrieb mit dem jeweils bestehenden Personalbestand und den Produktionskapazitäten nicht zu bewerkstelligen. Radio Mecklenburg-Vorpommern produzierte zum Beispiel in seiner bevölkerungsschwachen Region zwei Programme mit einer Gesamtsendezeit von 37 Stunden. Dies war eine Erhöhung des Sendevolumens um 12 Stunden wochentäglich. Zum Vergleich: Die Landesfunkhäuser des finanzstarken Norddeutschen Rundfunks (NDR) sendeten zu dieser Zeit wochentäglich je etwa 17 ½ Stunden Landeshörfunkprogramm. Abstriche waren unausweichlich. So fuhren die Funkhäuser und Studios ihre Musik- und Hörspielproduktion stark zurück.

### Bildung von ARD-Landesrundfunkanstalten in den Neuen Ländern
Mit der Deutschen Wiedervereinigung unterstand der Rundfunk (Hörfunk und Fernsehen) gemäß Artikel 36 des Einigungsvertrags dem Rundfunkbeauftragten für die neuen Bundesländer, Rudolf Mühlfenzl. Dieser hatte die Aufgabe, den ehemaligen staatlichen Rundfunk und das staatliche Fernsehen in föderale Strukturen zu überführen oder abzuwickeln. Man war sich in den neuen Ländern ziemlich schnell einig, die zentralen Rundfunkstrukturen aufzulösen.
In Sachsen, Sachsen-Anhalt und Thüringen wurde der Mitteldeutsche Rundfunk neu belebt. Dieser Sender mit Sitz in Leipzig nahm am 1. Januar 1992 seinen Sendebetrieb auf. Zur Anstalt gehörten u. a. die Funkhäuser und Studios in Leipzig, Dresden, Chemnitz, Bautzen, Halle, Magdeburg, Weimar, Erfurt, Gera und Suhl. In jedem Land unterhält der Sender ein Landesfunkhaus für die Produktion von regionalen oder zentralen Hörfunk- und Fernsehprogrammen.
Ein starkes Tauziehen hingegen gab es zwischen den Ländern des NDR-Sendegebiets (Hamburg, Niedersachsen und Schleswig-Holstein) auf der einen sowie Berlin und Brandenburg auf der anderen Seite um die Zugehörigkeit Mecklenburg-Vorpommerns zu einer Landesrundfunkanstalt ab 1992.
Zur Disposition standen eine Beteiligung am Norddeutschen Rundfunk (NDR) oder die Neugründung einer „Nordostdeutschen Rundfunkanstalt – NORA“ mit den Ländern Berlin und Brandenburg, in deren Folge Hamburg, Niedersachsen und Schleswig-Holstein mit dem NDR das Rennen machten. Seit dem 1. Januar 1992 gehört Mecklenburg-Vorpommern zum Sendegebiet des Norddeutschen Rundfunks (NDR). Der NDR übernahm die Hörfunkstandorte in Schwerin (seitdem Landesfunkhaus), Rostock und Neubrandenburg sowie das neu gegründete Hörfunkstudio in Greifswald.
Da sich auch Brandenburg und Berlin nicht auf eine gemeinsame Rundfunkanstalt hatten einigen können, gründete Brandenburg eine eigenständige Landesrundfunkanstalt, die als Ostdeutscher Rundfunk Brandenburg (ORB) mit Sitz in Potsdam am 1. Januar 1992 ihren Sendebetrieb aufnahm. Zum Sender gehörten das Funkhaus in Cottbus und das Studio in Frankfurt (Oder).
In Berlin erhielt der Sender Freies Berlin (SFB) ein um den Ostteil der Stadt erweitertes Sendegebiet. Der zentrale Produktionsstandort des DDR-Rundfunks in Berlin-Oberschöneweide wird seit Ende der 1990er Jahre kaum noch als Hörfunk-Produktionsstätte genutzt.